# Masafumi Yokoyama
Masafumi Yokoyama (横山 正文 Yokoyama Masafumi?,  nacido el 10 de abril de 1956 en Nagasaki) es un exfutbolista japonés que se desempeñaba como delantero.
Yokoyama jugó 31 veces y marcó 10 goles para la Selección de fútbol de Japón entre 1979 y 1984.

## Trayectoria

### Clubes
| Club         | País  | Año         |
| ------------ | ----- | ----------- |
| Nippon Steel | Japón | 1975 - ???? |

### Selección nacional
| Selección | País  | Año         |
| --------- | ----- | ----------- |
| Absoluta  | Japón | 1979 - 1984 |

## Estadística de equipo nacional
| Selección de Japón | Selección de Japón | Selección de Japón |
| Año                | Part.              | Goles              |
| ------------------ | ------------------ | ------------------ |
| 1979               | 1                  | 0                  |
| 1980               | 12                 | 2                  |
| 1981               | 9                  | 6                  |
| 1982               | 1                  | 0                  |
| 1983               | 7                  | 2                  |
| 1984               | 1                  | 0                  |
| Total              | 31                 | 10                 |